# Municipio de Medicine (condado de Putnam)
El municipio de Medicine (en inglés: Medicine Township) es un municipio ubicado en el condado de Putnam en el estado estadounidense de Misuri. En el año 2010 tenía una población de 189 habitantes y una densidad poblacional de 1,34 personas por km².

## Geografía
El municipio de Medicine se encuentra ubicado en las coordenadas 40°25′36″N 93°16′49″O / 40.42667, -93.28028. Según la Oficina del Censo de los Estados Unidos, el municipio tiene una superficie total de 141.09 km², de la cual 140,67 km² corresponden a tierra firme y (0,3 %) 0,42 km² es agua.

## Demografía
Según el censo de 2010, había 189 personas residiendo en el municipio de Medicine. La densidad de población era de 1,34 hab./km². De los 189 habitantes, el municipio de Medicine estaba compuesto por el 98,94 % blancos, el 0,53 % eran asiáticos y el 0,53 % eran de una mezcla de razas. Del total de la población el 0 % eran hispanos o latinos de cualquier raza.